# ガールズクラフト
『ガールズクラフト』はNHK教育テレビジョンの10代後半〜20代女性向け講座番組で、2014年4月2日から2021年3月26日まで放送された5分間のミニ番組。

## 概要
“手作りおしゃれ”の魅力を伝える番組。「かわいいおしゃれアイテムを自分で手づくりしてみたい！」女の子の願いをかなえる番組。2013年にパイロット番組が2回放送され、2014年4月からレギュラー番組化した。

“小中学生でもできる”がコンセプトなので安全、かつ材料費が安いものばかりを使っている。

## 放送時間
パイロット放送
- 2013年8月16日18:55～19:20（ガールズクラフト）[1]
- 2013年12月27日10:30～10:55（ガールズクラフト　ウインター）

レギュラー放送
- 2014年4月 - 2019年3月 毎週水曜日 19：50～19：55（再放送毎週土曜日 9：55～10：00）
- 2019年4月 - 2021年3月 毎週月曜日 19：50～19：55（再放送毎週土曜日 10：25～10：30）[4]

スペシャル放送
- 2017年3月31日18:55～19:25 「ガールズクラフト春スペシャル 2017」
- 2019年4月29日 9:45～10:10 「ガールズクラフト春スペシャル #韓流カワイイ inソウル～」

## 出演者
- 司会（MC）
  - ニコル（2013年8月 - 2019年3月）
  - 久間田琳加（2019年4月 - 2021年3月）
- CGキャラクター
  - ラッピィ（声・中村知子）

## 書籍
- NHK「ガールズクラフト」 簡単! かわいい! はじめてのアクセ作り（TJ MOOK） - 宝島社 (2016/10/21)、ISBN 978-4800260710